# Dig Dug
Dig Dug es un videojuego arcade publicado por Namco en 1982 y distribuido por Atari.

## Objetivo del juego
Dig Dug es un juego en donde el jugador debe excavar túneles bajo tierra y usar una bomba de aire para inflar y hacer explotar numerosos enemigos, los cuales aparecen en dos formas: los Pookas y los Fygars. También es posible matar a los enemigos haciendo un túnel bajo una roca y soltándola encima de ellos. Si dos rocas son utilizadas, una fruta o verdura aparecerá en el centro de la pantalla, y si el jugador la coge, él ganará cierta cantidad de puntos. Los niveles finalizan cuando todos los enemigos hayan sido eliminados.
Si el enemigo que queda no se detiene a tiempo, este escapará y se avanzará al siguiente nivel.

## Récord mundial
Donald Hayes, de Nuevo Hampshire, consiguió la puntuación más alta del juego, 5.142.500 puntos, el 24 de marzo de 2011.

## Serie
1. Dig Dug (1982)
2. Dig Dug II (1985)

3.Namco Museum 64 (recopilatorio de videojuegos) (1999) 
1. Dig Dug Deeper (2001, PC - CD-ROM)
2. Dig Dug - Digging Strike (2005, Nintendo DS)

## Protagonista
Aunque Namco oficialmente le ha dado al protagonista el nombre de Dig Dug, en otros juegos donde hace aparición, se le conoce con el nombre de Taizo Hori, y es el padre de tres hijos: Susumu Hori, (el protagonista de los juegos de Mr. Driller), Ataru Hori y Taiyo Toby. También es el exesposo de Masuyo "Kissy" Toby, la heroína de Baraduke. Su nombre es un calambur a la frase japonesa "Horitai zo" (掘りたいぞ) o "Quiero perforar".

## Kill Screen
Al llegar al nivel 256 del juego (como en la mayoría de los juegos en ese tiempo) (conocido como nivel 0 en el juego), la máquina pone un enemigo al punto de inicio del jugador, lo que provoca que el jugador muera inmediatamente y que el nivel sea completamente injugable.

## Enemigos
Pookas
Son enemigos básicos similares a un globo que persiguirán al jugador si se le abre un camino o que atraviese la tierra.
Aparece en el cartucho de Famicom.
Fygar
Son enemigos similares a un dragón. Estos, a diferencia de los Pookas, pueden soplar fuego y dañar al jugador.